# Misawa Junichi
Junichi Misawa (sinh ngày 21 tháng 5 năm 1985) là một cầu thủ bóng đá người Nhật Bản.

## Sự nghiệp câu lạc bộ
Junichi Misawa đã từng chơi cho Vegalta Sendai và FC Ryukyu.